# Tomnod
Tomnod (mongolisch für „großes Auge“) war ein crowd-basiertes Projekt, um nach Naturkatastrophen und Großereignissen Satellitenbilder auszuwerten. Die Benutzer durchsuchen Satellitenbilder, die von DigitalGlobe zur Verfügung gestellt werden, nach Zerstörungen, Trümmerteilen, unterbrochenen Straßen und ähnlichen Objekten. Rettungskräfte und Katastrophenhilfe-Organisationen profitieren von den Daten, da sie bei den aufwändigen Rekognoszierungsarbeiten entlastet werden.
Tomnod begann ursprünglich als ein Forschungsprojekt der San-Diego-Niederlassung der University of California. Shay Har-Noy, Luke Barrington, Nate Ricklin und Albert Yu Min Lin gründeten Tomnod im Jahre 2010. Drei Jahre später wurde Tomnod von der Firma DigitalGlobe übernommen. Tomnod wurde bekannt, als es das UNHCR 2011 darin unterstützte, Flüchtlingslager in Somalia zu zählen und zu lokalisieren. Andere Projekte umfassten die Suche nach dem Grab Dschingis Khans, die Übersicht über Schäden nach dem Taifun Haiyan, und die Suche nach dem vermissten Flugzeug des Malaysia-Airlines-Fluges 370.
Das Projekt wurde am 1. August 2019 eingestellt.